# Mr. Driller
Mr. Driller (ミスタードリラー) es una serie de videojuegos publicados por Namco. Mr. Driller le da al jugador el rol de un perforador que se mueve a través de una pantalla llena de bloques, cuidando de que sus reservas de aire no se agoten mientras evita ser aplastado por bloques que caen. Los juegos de esta serie han sido lanzadas para consolas como PlayStation, Dreamcast, WonderSwan Color, Game Boy Color, Game Boy Advance, Nintendo GameCube, DS, WiiWare, Xbox Live, Windows, y iPhone. En adición a los juegos de arcade. El personaje principal es Susumu Hori, el hijo de Taizo Hori, quien ya era el protagonista del juego original Dig Dug.
El proyecto que pronto se convertiría Mr. Driller, empezó siendo, en realidad, la tercera entrega de Dig Dug. Este proyecto se llamaría Dig Dug 3; en el cual se pensaban introducir bloques hexagonales, pero la idea fue desechada debido a que las acciones en cadena se volvieron muy complicadas. Sin embargo, los ejecutivos de Namco estaban impresionados con la idea y decidieron seguir con el proyecto.

## Jugabilidad
En Mr. Driller, después de haber seleccionado un personaje y un país, el jugador empezará a taladrar en lo que parece un sinfín de bloques coloridos, terminando el nivel cuando se alcanza la profundidad asignada (dada en metros). Los bloques pueden juntarse con otros bloques que tengan el mismo color, desapareciendo cuando un total de 4 o más bloques se junten, hay un total de 4 colores: rojo, azul, verde y amarillo, también hay 3 tipos de bloques especiales: bloques blancos, los cuales son bloques de color pálido que no se juntan con bloques del mismo color; bloques de cristal, bloques que desaparecen después de haber pasado varios segundos; y bloques X, que son bloques marrones marcadas con una "X", que toman 5 golpes para ser destruidos y además disminuye tu reserva de aire en un 20%. La reserva de aire actúa como la barra de vida de un personaje, y cuando está por debajo del 30%, la cara del personaje se volverá azul (A excepción de versiones para WonderSwan Color y Game Boy Color y un globo con una cápsula de aire o una calavera con huesos cruzados aparecerá sobre su cabeza, antes de la cuenta atrás. Para evitar que la reserva de aire se agote, el jugador deberá buscar una cápsula de aire que recupera la reserva en un 20%. El jugador perderá una vida si el personaje llega a ser aplastado por un bloque o si su reserva de aire llega a 0%. El juego ha sido descrito como"Dig Dug conoce el Tetris."

## Personajes
- Susumu Hori (Mr. Driller) - El personaje principal, un niño de 14 años de nacionalidad japonesa y el perforador de mayor rango que hay, dándole el título de "Mr. Driller"; es el hijo medio del legendario excavador Taizo Hori. Es un chico algo descuidado, sin embargo es amable y de buen corazón. su comida favorita son las tortas de arroz y sus aficiones incluyen excavar en ruinas antiguas y esculpir hielo. Vive en una casa rosada en Endogawa (Tokio). Tiene cabello y ojos de color marrón y lleva puesto un traje que, de la cabeza hasta los brazos es de color rosado mientras que el resto del torso y las piernas es color azul cielo. Es un personaje balanceado recomendado para todo tipo de jugadores.

- Puchi - (Mr. Driller G) Un perro inteligente capaz de entender y hablar el idioma humano, ha sido el compañero más leal de Susumu desde que lo encontró abandonado de cachorro y lo atendió hasta recuperarse. Es algo brusco al hablar y se la pasa corrigiendo a Susumu cuando este comete un error. Usualmente añade un "Woof" ("Wan" en japonés) al final de cada oración. Tiene pelaje blanco con manchas marrones en la espalda y la cabeza. Es un poco lento en movilidad, pero es capaz de saltar dos bloques a la vez. Es recomendado para jugadores novatos.

- Anna Hottenmeyer (Mr. Driller G/Mr. Driller 2)- Una chica de 14 años proveniente de una escuela de élite de perforadores en Alemania, ella ve a Susumu como su más fiero rival, es algo machona y obstinada. También es amiga de Susumu, y a pesar de ser bastante competitiva con él, parece gustarle mucho. Anna decidió convertirse en excavadora después de que su madre muriera en un accidente cuando era joven. Vive en un apartamento para extranjeros en Japón. Es rubia de ojos azules, lleva un traje color blanco con mangas rosadas con una estrella naranja situada en el torso, también lleva gafas azules con protectores de orejas color naranja. Su jugabilidad es similar a la de Susumu, siendo un poco más rápida al caminar y teniendo un consumo de aire más acelerado y es recomendada para jugadores intermedios.

- Taizo Hori (Mr. Driller G) - El padre de Susumu, Ataru y Taiyo. La estrella de Dig Dug. Su nombre en japonés significa "Quiero perforar". Es un perforador legendario y es el presidente del Consejo de Perforadores. A Taizo le encanta viajar por el mundo y rara vez regresa a su hogar, lo cual a veces entristece a Susumu. Algunas veces Taizo se pone celoso de la popularidad que tiene Susumu ya que cree que él es el mejor perforador de todos. Pero a pesar de todo lleva una buena relación con Susumu, sin embargo tiene una relación algo tensa con su hijo Ataru, y a pesar de que Taizo no tiene nada en contra de Ataru y usualmente le juega bromas, sigue siendo despreciado por su hijo mayor. Tiene 42 años y es de nacionalidad japonesa, tiene cabello marrón y ojos marrón oscuro, usualmente viste con un traje y casco blancos, posee guantes azules, botas rojas, un cinturón azul y una "V" situada en el pecho. Se mueve lento y su consumo de aire es acelerado, es recomendado para jugadores que le gustan los retos.

- Ataru Hori (Mr. Driller G) - El hermano mayor de Susumu y Taiyo. Un perforador sin licencia. Nadie sabe donde vive ya que huyó de casa debido a una discusión que tuvo con su padre Taizo. Ahora siente cierto resentimiento hacia el (se desconoce la razón). Es del tipo solitario y siempre trata de hacerse el "cool", su único compañero es un conejo negro alienígena llamado Rabbit (Usagi en japonés). Ataru piensa que Susumu es un chico muy "dulce" y parece tener cierto temor hacia los murciélagos. Es japonés de 17 años de edad, Tiene cabello gris que cubre su ojo derecho y ojos marrones, posee un casco gris y un traje azul oscuro de mangas azul claro, tiene una estrella blanca de cuatro puntas situada en el torso y lleva una pañoleta roja atada al cuello. Es el más rápido de los personajes estándar pero tiene un consumo de aire bastante acelerado, es recomendado para jugadores avanzados.

- Holinger-Z (Mr. Driller G) - Un robot creado por el Dr. Z para realizar misiones de perforador extremadamente peligrosas. A pesar de ser un robot, tiende ser un poco torpe y comete muchos errores. El vive con Anna sirviendo como "robot mucama", realizando labores de hogar (y muchas veces metiendo la pata). Es un robot semi-humano de color blanco, tiene pinzas en lugar de manos y no posee pies, puede convertir la mitad de su cuerpo en un taladro y usa su cabeza para evitar ser aplastado por los bloques (solo una vez). Se mueve muy lento pero su consumo de aire es lento también. Es recomendado para jugadores novatos.

- Rabbit (Mr. Driller G) - Es el compañero de Ataru, un pequeño conejo alienígena de pelaje negro y ojos completamente blancos. Su misión original consistía en viajar hacia la Tierra para invadirla, pero terminó lastimándose cuando su nave se estrelló; Ataru fue quien lo encontró y atendió sus heridas (similar con lo que hizo Susumu con Puchi), al recobrar la consciencia se dio cuenta de que fue él quien lo ayudó; en lugar de atacarlo decidió acompañarlo para observar a la Tierra un poco más, no puede hablar el lenguaje humano, en su lugar habla una especie de lenguaje alienígena. En el juego puede moverse extremadamente rápido, pero su consumo de aire es bastante acelerado también, puede saltar dos bloques a la vez, destruir bloques mucho más rápido y destruir 3 bloques en lugar de 1, se discute si este personaje hace el juego mucho más fácil o mucho más difícil, aunque se considera lo primero debido a la extensa lista de habilidades que posee.

- Subterráneos (Mr. Driller) - Una raza de criaturas que viven en una civilización avanzada bajo tierra, usualmente son los responsables de que el mundo se desborde de bloques; son bastante inteligentes pero muy descuidados y no tienen conexión con ningún otro tipo de criatura en la superficie, no pueden hablar pero pueden comunicarse telepáticamente. Son gobernados por un rey, usualmente aparecen detrás de los bloques, también suelen aparecer cuando cierta puntuación es alcanzada para darte una vida extra.

- Masuyo Tobi (Mr. Driller 2) - Es la Exesposa de Taizo Hori y la madre de Susumu, Ataru y Taiyo, es la estrella de un shooter de Namco llamado Baraduke. Su nombre en japonés significa "Puedo volar". Ella fue miembro de la Fuerza Galáctica Espacial Unida (FGEU). Tiene el sobrenombre de "Kissu" por su tendencia a besar a las personas cuando se emborracha. Esta retirada y actualmente trabaja como novelista, se casó y se divorció de Taizo Hori y se encarga de criar a Taiyo Toby, el hermano menor de Susumu y Ataru. Es japonesa de edad desconocida, tiene cabello marrón claro corto con ojos marrón oscuro, solía llevar un bio-traje amarillo de botas azules y guantes naranja para sus misiones.

- Taiyo Tobi (Mr. Driller 2) - Es el hermano menor de Susumu, su nombre en japonés significa "Quiero volar". Taiyo originalmente quería convertirse en perforador al igual que sus dos hermanos mayores, pero no pudo debido a que sufre de claustrofobia. Luego de eso quiso convertirse en piloto espacial. Se dice que obtuvo una licencia de piloto de helicópteros a los 5 años de edad. Aspira un día unirse a la fuerza galáctica en la cual su madre formaba parte, actualmente vive con Masuyo y es quien se encarga de transportar a Susumu y compañía a sus distintivos lugares de perforación usando su helicóptero. Es japonés y tiene 11 años, tiene cabello marrón claro y ojos negros, lleva puesta una camiseta azul claro con mangas naranjas, pantalones azul oscuro y botas grises, también lleva puesto un par de auriculares naranja en su cabeza. No se sabe por qué lleva el apellido de su madre en lugar del de su padre.

- Dr. Z (Mr. Driller 2) - Dr. Z El científico que diseño los taladros de Susumu y compañía, tiene un laboratorio en el que se reúnen todos los perforadores del mundo para ser asignados a diferentes misiones, también fue quien creó a Holinger-Z, es un hombre amable y siempre está dispuesto a ayudar. Tiene ojos marrones, bigote y cabello gris que va por los extremos de su cabeza, lleva puesta una bata de laboratorio y pantalones negros.

## Juegos
- Mr. Driller (Arcade, 1999); portado en: PlayStation, Dreamcast, Game Boy Color, Microsoft Windows, WonderSwan Color, teléfonos móviles, PlayStation Network (para PS3 y PSP), iOS
- Mr. Driller 2 (Arcade, 2000); portado a: Microsoft Windows, Game Boy Advance
- Mr. Driller G (Arcade, 2001); portado a: PlayStation (también conocido como Mr. Driller Great)
- Mr. Driller A (Game Boy Advance, 2002) (También conocido como Mr. Driller Ace: Wonderful Pacteria)
- Mr. driller: Drill Land (Nintendo GameCube, 2002)
- Mr. Driller Drill Spirits (Nintendo DS, 2004)
- Mr. Driller Online (Xbox Live Arcade, 2008)
- Mr. Driller W (WiiWare, 2009)
- Mr. driller: Drill Till You Drop (DSiWare, 2010)